# Der Schneemann (1982)
Der Schneemann ist ein Zeichentrickfilm für Kinder aus dem Jahr 1982. Er handelt von einem Jungen, der am Heiligabend einen Schneemann baut, der zum Leben erwacht und mit dem Jungen zum Nordpol fliegt, um den Weihnachtsmann zu treffen.
Bis auf das Lied Walking in the Air, das von Howard Blake komponiert und von Peter Auty gesungen wurde, ist der Film ohne Worte.
Der Film wurde als Zeichentrickfilmadaption in Buntstifttechnik zum Buch The Snowman von Raymond Briggs vom britischen Sender Channel 4 produziert.
Der Film wurde 1983 für einen Oscar in der Kategorie „Bester animierter Kurzfilm“ nominiert.
Im November 2011 kam von Studio 100 Media eine Wiederveröffentlichung des Films auf DVD auf den Markt.